# Codex Taurinensis
Codex Taurinensis (skrót Taur) – gocki rękopis Nowego Testamentu. Zachowały się cztery uszkodzone pergaminowe karty rękopisu z partiami tekstu Listu do Galatów i Listu do Kolosan. Jest palimpsestem. Początkowo należał do kodeksu Ambrosianus A, którego był częścią. Odkryty został w roku 1866 przez Augusta Reifferscheida, który zauważył, że 4 karty należą do innego rękopisu niż Ambrosianus A. Faksymile kodeksu wydał Jan de Vries w 1936 roku.
Rękopis został wykorzystany w piątym wydaniu gockiej Biblii przygotowanego przez F.L. Stamma z roku 1872.
Rękopis przechowywany jest w bibliotece Uniwersytetu Turyńskiego. Rękopis znany jest również pod nazwą Codex Turensis.